# Nestroy-Theaterpreis/Bester Nachwuchs

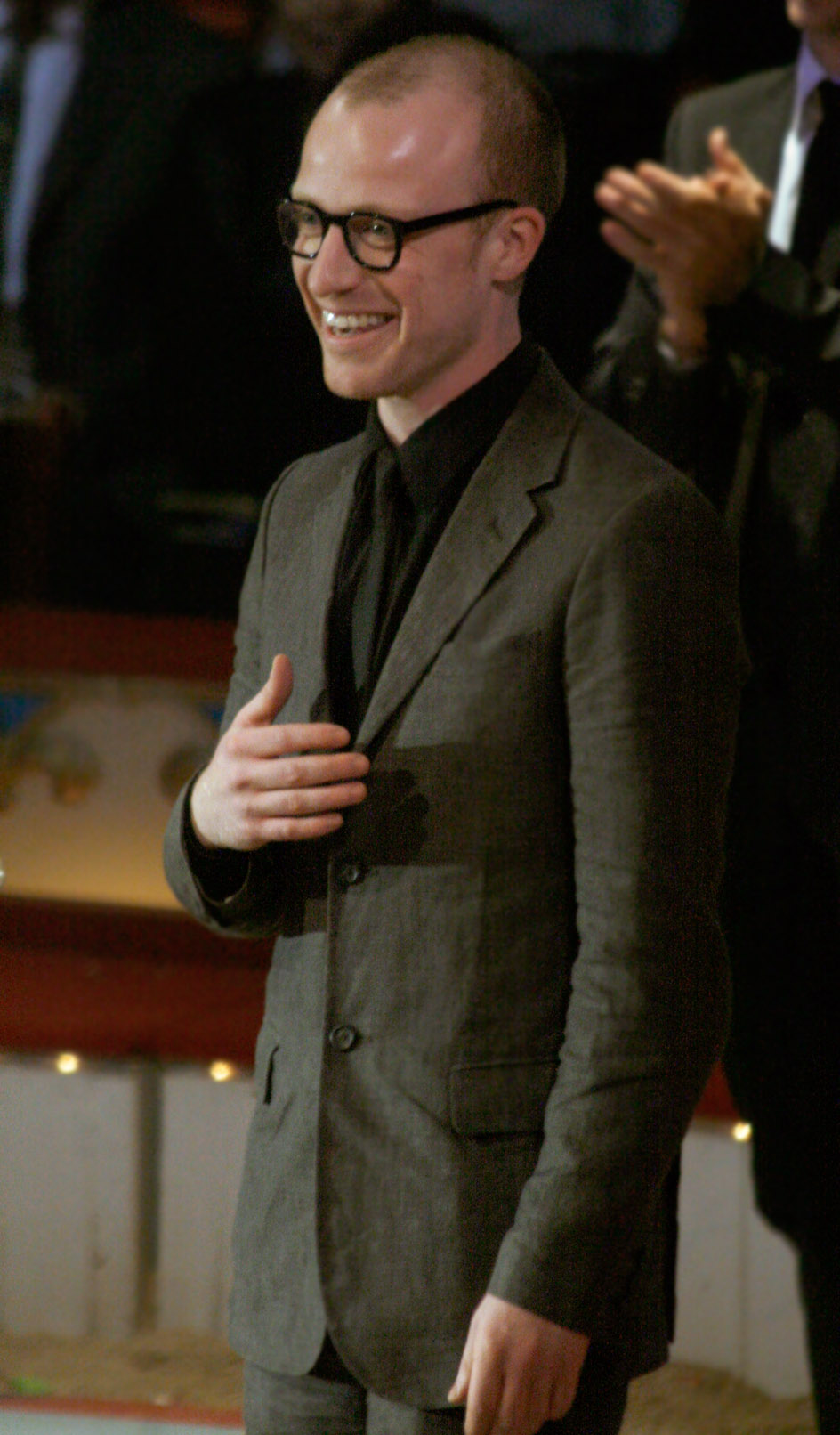
Gerrit Jansen (Nestroy 2009)

Seit 2000 werden beim Nestroy-Theaterpreis die Besten Nachwuchsschauspieler geehrt.

## Preisträger

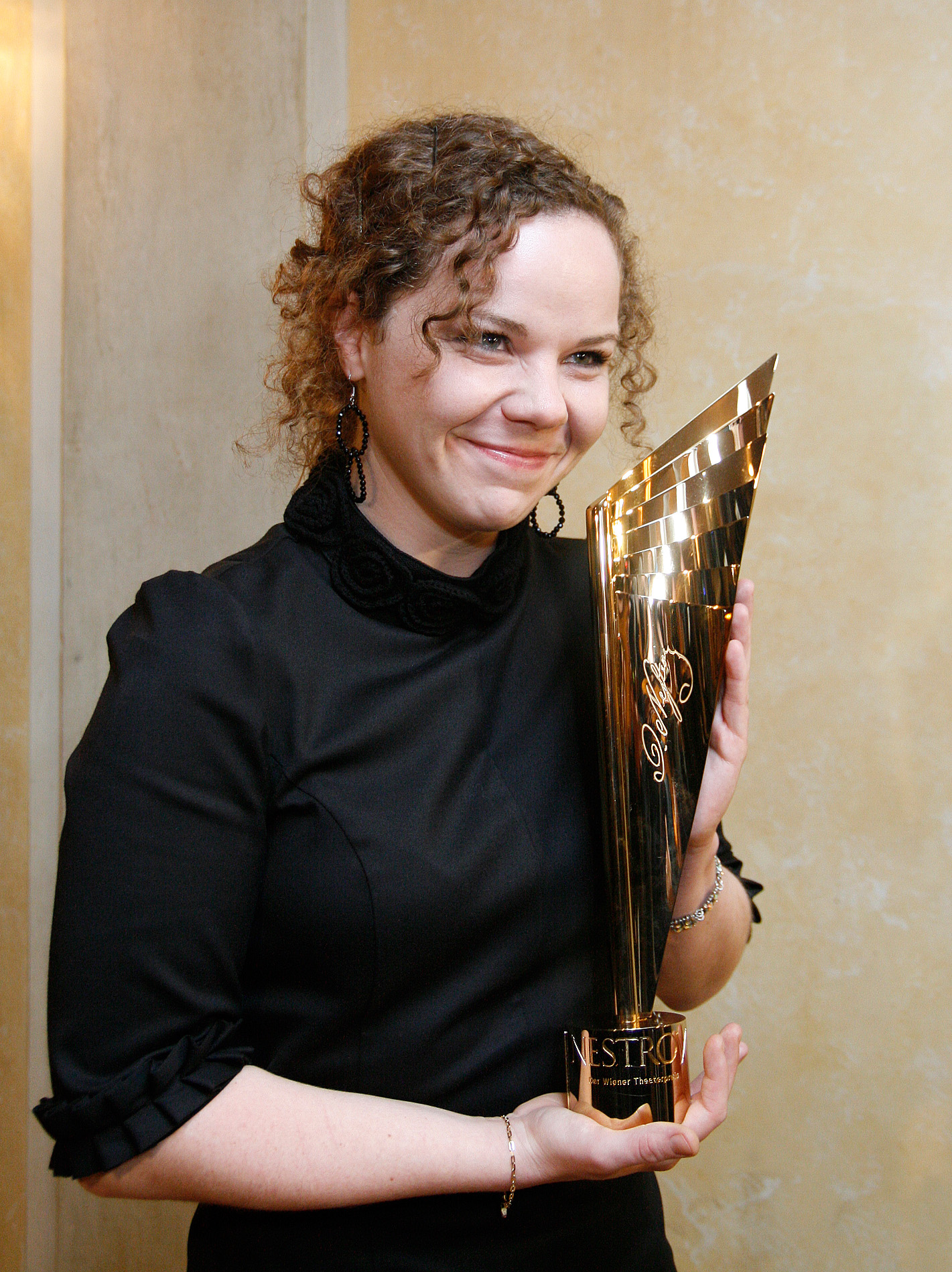
Sarah Viktoria Frick (Nestroy 2010)

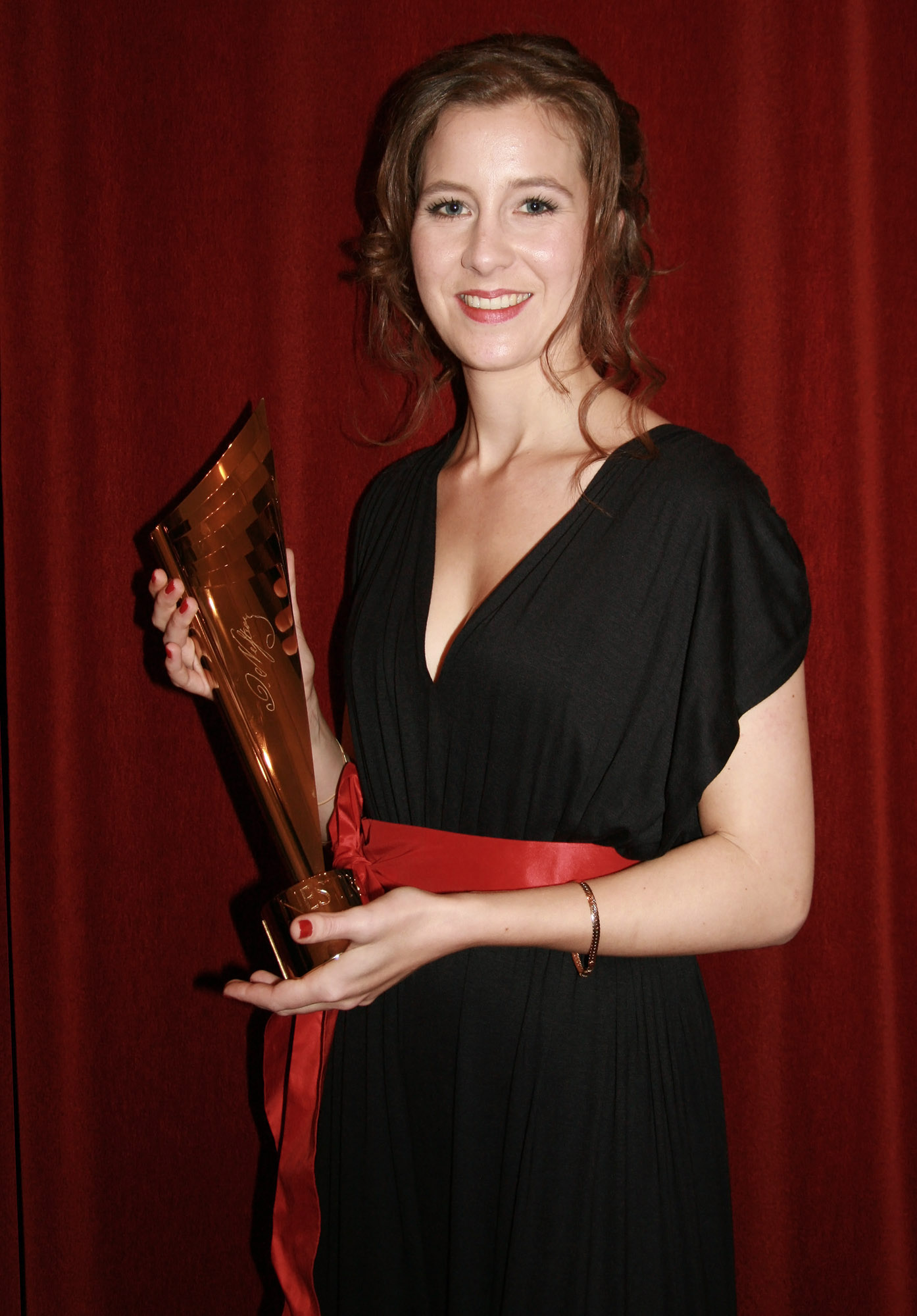
Franziska Hackl (Nestroy 2011)

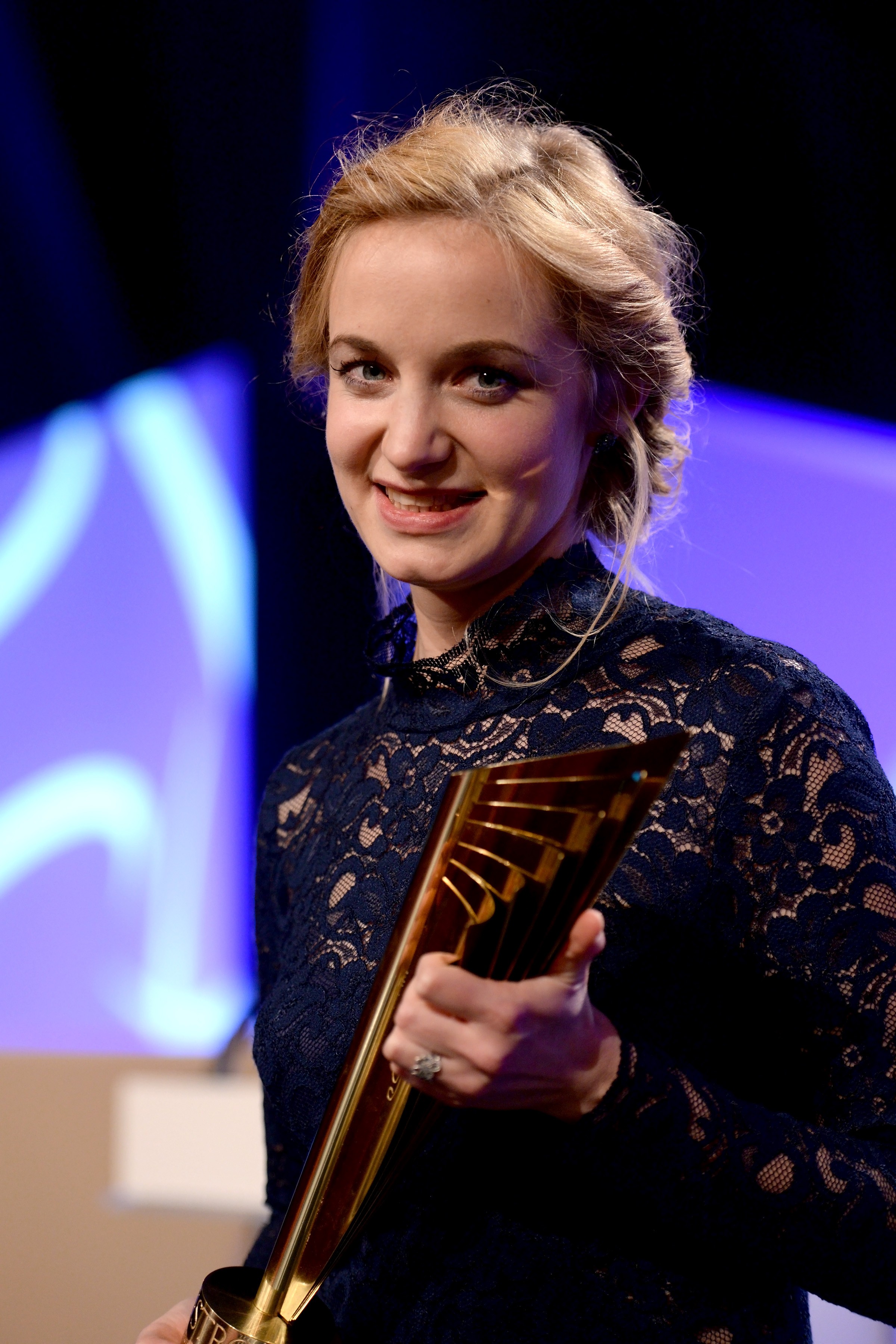
Raphaela Möst (Nestroy 2014)

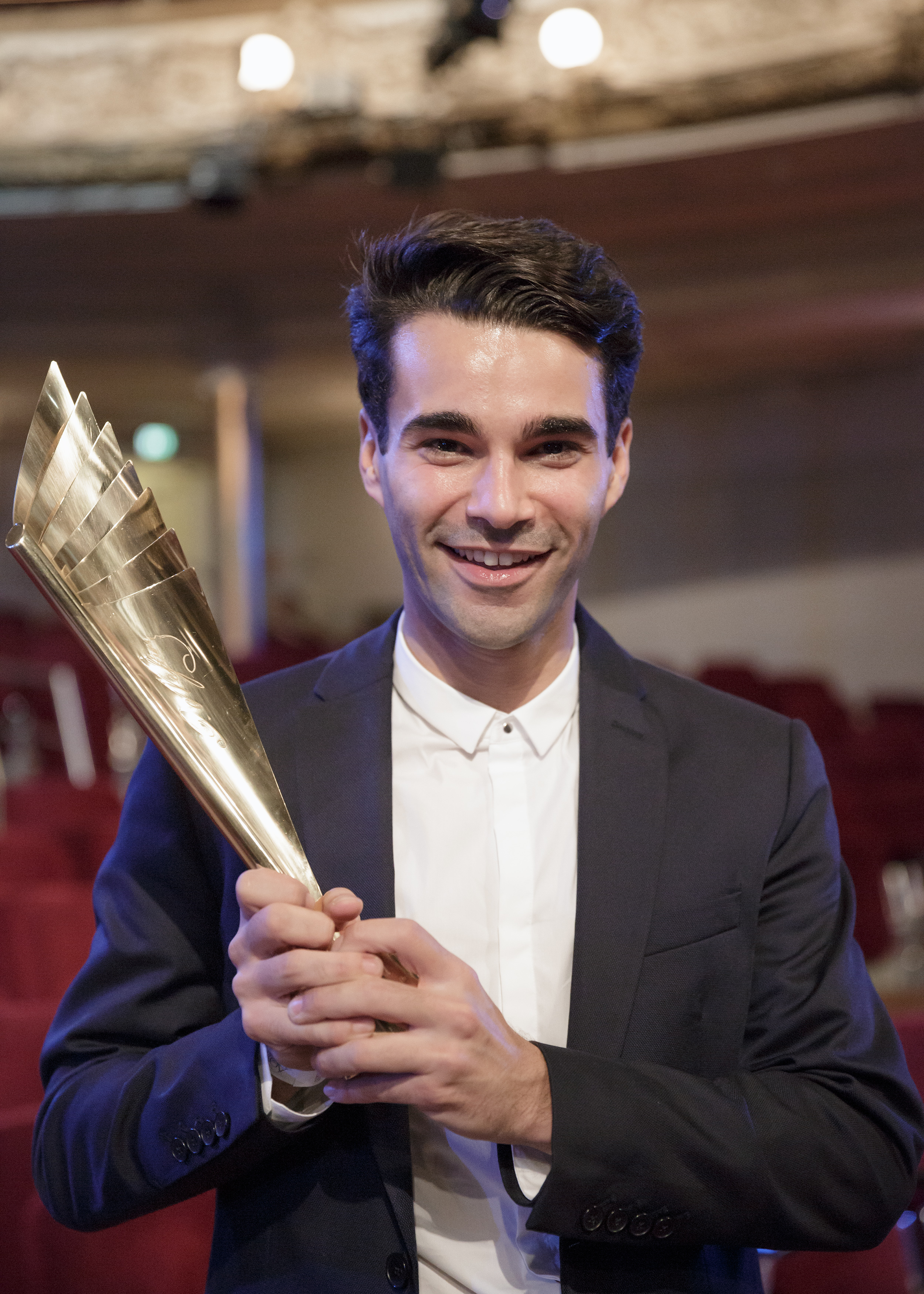
Luka Dimic (Nestroy 2016)

| Jahr | SchauspielerIn             | Inszenierung (Rolle)                                                          | Ort der Aufführung                                         | Weitere Nominierte |
| ---- | -------------------------- | ----------------------------------------------------------------------------- | ---------------------------------------------------------- | --- |
| 2000 | Birgit Minichmayr          | Der Färber und sein Zwillingsbruder (Rosa Blau)                               | Burgtheater                                                | August Diehl für Die Möwe (Konstantin) Jens Harzer für Der Name (Der Junge) |
| 2001 | Georg Staudacher           | Café Tamagotchi (Regie)                                                       | Rabenhof Theater                                           | Simon Hatzl für Blutige Anfänger (Howie) Alexander Pschill für Peer Gynt (Peer Gynt) |
| 2001 | Mareike Sedl               | Roberto Zucco (Das Mädchen)                                                   | Akademietheater/Burgtheater                                | Agnes Riegl für Glaube und Heimat (Der Spatz) Monique Schwitter für Die Präsidentinnen (Mariedl) |
| 2002 | Johanna Wokalek            | Der Narr und seine Frau heute abend im Pancomedia (Diverse Rollen)            | Burgtheater                                                | Raphael von Bargen für Phaidras Liebe (Hippolytos) Susanna Schaefer für Ronja, Räubertochter (Ronja) |
| 2003 | Gertrud Drassl             | Die Wildente (Hedwig)                                                         | Theater in der Josefstadt                                  | Julia Cencig für Lulu (Lulu) Simon Jaritz für Richy 3 (Richard) und Meuterei auf der Bounty (Seekadett Heywood) |
| 2004 | Xaver Hutter               | Amerika (Rossmann)                                                            | Volkstheater (Wien)                                        | Händl Klaus für Wilde oder der Mann mit den traurigen Augen (Autor) Holger Schober für Zwei Brüder (Boris) |
| 2005 | Stefano Bernardin          | Das Herz eines Boxers (Jojo)                                                  | Theater der Jugend                                         | Christoph Nußbaumeder für Mit dem Gurkenflieger in die Südsee (Dramatiker) Carolin Pienkos für Lieber weit weg (Regie) |
| 2006 | Nuran David Çalış          | Die Räuber (Regie)                                                            | Volkstheater (Wien)                                        | Florian Carove für Bunbury (Gwendolen) Silvia Meisterle für Miranda im Spiegelland (Miranda) |
| 2007 | Katharina Straßer          | Der nackte Wahnsinn (Vicki) & Liebelei (Mizi Schlager)                        | Volkstheater (Wien)                                        | Martin Vischer für Am Strand der weiten Welt (Christopher) Matthias Mamedof für Bradley – letzte Reihe, letzter Platz (Bradley) |
| 2008 | Sebastian Wendelin         | Der junge Till (Sebastian) & I Furiosi (diverse Rollen)                       | Rabenhof Theater                                           | Ewald Palmetshofer für wohnen.unter.glas (Autor) Jette Steckel für Die Kaperer oder Reiß nieder das Haus und erbaue ein Schiff (Regie) |
| 2009 | Gerrit Jansen              | Ende gut, alles gut (Bertram)                                                 | Kasino am Schwarzenbergplatz                               | Verena Lercher für Baumeister Solness (Hilde Wangel) Claudius von Stolzmann für Die Reifeprüfung (Benjamin) |
| 2010 | Sarah Viktoria Frick       | Adam Geist (verschiedene Rollen)                                              | Akademietheater/Burgtheater                                | Claudius von Stolzmann für Das Konzert (Dr. Jura) Raimund Orfeo Voigt für Verbrennungen (Bühnenbild) |
| 2011 | Franziska Hackl            | Grillenparz (Flora)                                                           | Schauspielhaus Wien                                        | Claudius Körber für Hamlet (Hamlet) und Peer Gynt (Peer Gynt) Sarantos Zervoulakos für Eine Sommernacht (Regie) |
| 2012 | Miloš Lolić                | Inszenierung von Magic Afternoon von Wolfgang Bauer                           | Volkstheater                                               | Daniel Sträßer für Romeo und Julia (Romeo) Nanette Waidmann für Kinder der Sonne (Lisa) |
| 2013 | Stefan Rosenthal           | Wie man unsterblich wird – Jede Minute zählt (Sally Nicholls) – (Sam McQueen) | Theater der Jugend (Wien)                                  | Jasna Fritzi Bauer für Liliom (Luise) und Einige Nachrichten an das All (Purl Schweitzke) Hanna Binder für Anna Karenina (Kitty) |
| 2014 | Raphaela Möst              | Die Geschichte vom Fräulein Pollinger (Agnes)                                 | Theater in der Josefstadt                                  | Iréna Flury für Don Gil von den grünen Hosen (Juana) Swintha Gersthofer für Weh dem, der lügt (Edrita) Stefan Gorski für 1914 – Zwei Wege in den Untergang (Gavrilo Princip) Gideon Maoz für Wie Mücken im Licht (Solo mit drei Figuren) und Allerwelt (Naseer)                                                                           |
| 2015 | Stefanie Reinsperger       | Die lächerliche Finsternis                                                    | Akademietheater                                            | Tanja Raunig für Emil und die Detektive (Pony Hütchen) Dominique Wiesbauer für Das Schwert des Ostens (Ausstattung) |
| 2015 | Benedikt Paulun            | Freak (Max)                                                                   | Theater der Jugend                                         | Alexander Absenger für Kafka und Die Kameliendame (Armand Duval) Benjamin Vanyek für Kafka ́s Affe oder die Hochzeit des Tieffalls |
| 2016 | Julia Gräfner              | Der Sturm (Caliban)                                                           | Schauspielhaus Graz                                        | Mieke Biendara für Netboy (Marie) Marie-Luise Stockinger für Drei Schwestern (Irina) |
| 2016 | Luka Dimic                 | Tschick (Tschick)                                                             | Theater der Jugend                                         | Tino Hillebrand für dosenfleisch (Rolf) Meo Wulf für Tschick (Maik Klingenberg) |
| 2017 | Maresi Riegner             | The Miracle Worker (Helen Keller) Die Wildente (Hedvig)                       | Theater der Jugend Theater in der Josefstadt               | Felicitas Franz – The Miracle Worker (Annie Sullivan) Carolin Knab – Hose Fahrrad Frau (Janne) Alina Schaller – Hangmen (Die Henker) (Shirley) Miroslava Svolikova – Autorin von Diese Mauer fasst sich selbst zusammen und der Stern hat gesprochen, der Stern hat auch was gesagt                                                       |
| 2017 | Felix Hafner               | Der Menschenfeind (Regie)                                                     | Volkstheater                                               | Jakob Elsenwenger – Der talentierte Mr. Ripley (Tom Ripley) Simon Jensen – Die Komödie der Irrungen Franz-Xaver Mayr – Regisseur von Diese Mauer fasst sich selbst zusammen und der Stern hat gesprochen, der Stern hat auch was gesagt Merlin Sandmeyer – Platons Party, Die Komödie der Irrungen (Kerkermeister) und der herzerlfresser |
| 2018 | Lara Sienczak              | Die Weiße Rose (Sophie Scholl)                                                | Theater der Jugend                                         | Irina Sulaver – Saturn kehrt zurück (Suzanne/Zephyr/Loretta) Claudia Waldherr – Der fantastische Mr. Fox (Lottie Fox) |
| 2018 | Peter Fasching             | Die Zehn Gebote                                                               | Volkstheater Wien                                          | Nicolaas van Diepen – Swing: Dance to the Right Felix Strobel – Die Weiße Rose (Hans Scholl/Fritz Hartnagel) |
| 2019 | Anna Rieser                | Dogville (Grace)                                                              | Landestheater Linz                                         | Pınar Karabulut – Regisseurin von Endstation Sehnsucht Enis Maci – Autorin von Autos |
| 2019 | Moritz Beichl              | Der Tag, an dem mein Großvater ein Held war (Regie)                           | Landestheater Niederösterreich                             | Niklas Doddo – Die Mitte der Welt (Phil) Matthias Rippert – Ernst ist das Leben – Bunbury (Regie) |
| 2020 | Bérénice Hebenstreit       | Urfaust/FaustIn and out (Regie)                                               | Volkstheater Wien                                          | Isabella Knöll – Schwere Knochen (verschiedene Rollen) Anja Rüegg – Jugend ohne Gott (verschiedene Rollen) |
| 2020 | Mathias Spaan              | Die Nibelungen (Regie)                                                        | Landestheater Niederösterreich zu Gast in der Bühne im Hof | Alireza Daryanavard – Blutiger Sommer (Autor und Regie) Nils Hohenhövel – Peer Gynt (Peer Gynt) |
| 2021 | Paula Nocker               | Die Dreigroschenoper (Lucy)                                                   | Kammerspiele der Josefstadt                                | Teresa Dopler – Das weiße Dorf (Autorin) Johanna Mahaffy – Stolz und Vorurteil* (*oder so) (verschiedene Rollen) |
| 2021 | Gregor Schulz              | Die Räuber (Franz von Moor)                                                   | Salzburger Landestheater                                   | Florian Fischer – Tragödienbastard (Regie) Marius Zernatto – Das große Shakespeare-Abenteuer (William Shakespeare) |
| 2022 | Rieke Süßkow               | Oxytocin Baby (Regie)                                                         | Schauspielhaus Wien                                        | Victoria Hauer – Anne of Green Gables (Anne) Lavinia Nowak – Erniedrigte und Beleidigte (Nelly) |
| 2022 | Felix Kammerer             | Moskitos (Luke)                                                               | Akademietheater                                            | Frieder Langenberger – Garland (Salvatore Brandt) Lukas David Schmidt – Leicht |
| 2023 | Tommy Fischnaller-Wachtler | Effi Briest (Effi Briest)                                                     | Bronski & Grünberg                                         | Cecilia Pérez – Schnee Weiß (Die Erfindung der alten Leier) Lili Winderlich – Die Eingeborenen von Maria Blut |
| 2023 | Selma Kay Matter           | Grelle Tage (Autorin)                                                         | Schauspielhaus Wien                                        | Oskar Haag (Musik) – Wie es euch gefällt Julia Neuhold (Bühne und Kostüme) – Schnee Weiß (Die Erfindung der alten Leier) |
| 2024 | Irem Gökçen                | Der Diener zweier Herren (Clarice)                                            | Volkstheater                                               | Lukas Vogelsang – Peer Gynt Ludwig Wendelin Weißenberger – Biloxi Blues (Arnold Epstein) |
| 2024 | Leonie Lorena Wyss         | Muttertier (Autorin)                                                          | Burgtheater/Vestibül und Drama Forum Graz                  | Nadine Cobbina (Kostüme) – Minihorror Lukas Michelitsch (Regie) – Die Party. Eine Einkreisung |